# Koji Matsuura
Koji Matsuura (松浦 宏治 Matsuura Koji?, nacido el 5 de mayo de 1980 en Hyogo) es un exfutbolista japonés. Jugaba de delantero y su último club fue el Thespa Kusatsu de Japón.

## Trayectoria

### Clubes
| Club                | País  | Año         |
| ------------------- | ----- | ----------- |
| Sanfrecce Hiroshima | Japón | 2003 - 2004 |
| Vegalta Sendai      | Japón | 2005        |
| Tokyo Verdy         | Japón | 2006        |
| Fagiano Okayama     | Japón | 2006        |
| Thespa Kusatsu      | Japón | 2007        |